# Waimalu
Waimalu es un lugar designado por el censo ubicado en el condado de Honolulu en el estado estadounidense de Hawái. En el año 2000 tenía una población de 29.371 habitantes y una densidad poblacional de 1.919,7 personas por km².

## Geografía
Waimalu se encuentra ubicado en las coordenadas 21°23′57″N 157°56′54″O / 21.39917, -157.94833.

## Demografía
Según la Oficina del Censo en 2000 los ingresos medios por hogar en la localidad eran de $61.210, y los ingresos medios por familia eran $70.740. Los hombres tenían unos ingresos medios de $40.949 frente a los $32.090 para las mujeres. La renta per cápita para la localidad era de $25.913. Alrededor del 5,9% de la población estaba por debajo del umbral de pobreza.